# Ана Роје
Ана Роје (Сплит, 17. октобар 1909 — Шибеник, 17. март 1991) је била хрватска балерина, педагог и кореограф која се прославила и у свету.
Усавршавала се у Лондону. Са супругом Оскарем Хармошем приређивала је балетне концерте. Била је педагог у балетним трупама "Ballets Russes of Paris" i "Monte Carlo". Од 1941. године водила је са супругом сплитски, а затим загребачки Балет, гдје је била примабалерина. Године 1953. је основала „Међународну балетску школу“ у Каштел Камбеловцу. Одлази у Америку, гдје одржава стручне курсеве о педагогији Лагата, а поткрај живота враћа се у Сплит. Добила је многе награде, међу којима и награду „Владимир Назор“ за животно дело.
"Награда Ана Роје“, носи име чувене сплитске балерине, кореографкиње и балетне педагошкиње, а додељује се за најбоље уметничко остварење у балету „Хрватског Народног Казалишта Сплит“ и чува успомене на ову велику уметницу у балету.
Хрватска популарна интерпретаторка забавне музике из Сплита Дорис Драговић је у сродству са Аном Роје. Ана је сестра Дорисине баке.